# Fréniches
Fréniches település Franciaországban, Oise megyében. Lakosainak száma 326 fő (2022. január 1.). Fréniches Frétoy-le-Château, Guiscard, Libermont, Muirancourt és Esmery-Hallon községekkel határos.

## Népesség
A település népességének változása:
| Lakosok száma | 357  | 347  | 354  | 349  | 343  | 338  | 332  | 329  | 326  |
|               | 2013 | 2015 | 2016 | 2017 | 2018 | 2019 | 2020 | 2021 | 2022 |